# كريس سامرز (لاعب كرة قدم)
كريس سامرز (بالإنجليزية: Chris Summers)‏ هو لاعب كرة قدم بريطاني في مركز الهجوم، ولد في 6 يناير 1972 في كارديف في المملكة المتحدة. لعب مع كارديف سيتي.